# Nikola Franković
Nikola Franković (1982.), hrvatski vaterpolist. Igra na mjestu desnog napadača.
Sudjelovao na ovim velikim natjecanjima: Sredozemnim igrama 2001., SP 2003., OI 2004., SP 2005. (4. mjesto). Igrao za vaterpolski klub Kvarner.